# There is no alternative
"There is no alternative" (hrv. "Nema alternative"), skraćeno TINA, slogan koji je često koristila konzervativna britanska premijerka Margaret Thatcher.
Izraz je upotrijebljen da označi tvrdnju Margaret Thatcher da je tržišno gospodarstvo jedini sustav koji djeluje i da je rasprava o tome gotova. Jedan je kritičar značenje slogana okarakterizirao kao: "Globalizirani kapitalizam, takozvano slobodno tržište i slobodna trgovina bili su najbolji načini za izgradnju bogatstva, distribuciju usluga i rast ekonomije društva. Deregulacija je dobra, ako ne i Bog." Suprotno tome, Thatcher je svoju potporu tržištima opisala kao da proizlazi iz temeljnijeg moralnog argumenta; konkretno, tvrdila je da tržišno načelo izbora proizlazi iz moralnog načela da ljudsko ponašanje mora biti sloboda izbora ljudi.
Povijesno gledano, fraza seže u 19. stoljeće, kada ju je intenzivno počeo koristiti klasični liberalni mislilac 19. stoljeća Herbert Spencer u svojoj Socijalnoj statici.  Protivnici načela koristili su ga podrugljivo. Na primjer, ministar vlade Norman St John-Stevas, je koristio nadimak Thatcher "Tina", prema skraćenici TINA.  Kritičar globalizacije Susan George skovala je 2001. godine kontra slogan "Drugačiji svijet je moguć".
Upotreba izraza de. alternativlos Angele Merkel (doslovno "bez alternative") glede njezinih odgovora na europsku krizu državnog duga 2010. dovela je do toga da je taj izraz postao neprikladna riječ godine.
Pozivajući se na štednju u Ujedinjenom Kraljevstvu, premijer David Cameron je 2013. uskrsnuo tu frazu, rekavši "Da postoji drugi način ja bi ga prihvatio, ali nema alternative."